# Suite pour violoncelle no 2 de Britten
Pour les articles homonymes, voir Suite pour violoncelle.
La Suite pour violoncelle no 2 en ré majeur op.80, composée par Benjamin Britten en 1967, est la deuxième des trois suites pour violoncelle seul du compositeur britannique.

## Historique
Britten avait déjà écrit sa première suite pour violoncelle pour Mstislav Rostropovitch, lequel crée la deuxième suite en 1968 à Snape Maltings lors du Festival d'Aldeburgh.

## Structure
1. Declamato : Largo - 4 min 30 s
2. Fuga : Andante - 4 min 40 s
3. Scherzo : Allegro molto - 2 min 00 s
4. Andante : Lento - 5 min 30 s
5. Ciaccona : Allegro - 7 min 20 s

Son exécution dure environ 24 minutes.

## Discographie sélective
- Britten Cello Suites 1 & 2, par Mstislav Rostropovitch, Decca Records, 1962/1969.
- Suites pour violoncelle seul, par Jean-Guihen Queyras, Harmonia Mundi, Les Nouveaux Interprètes, 1998.
- Suites pour violoncelle seul, par Truls Mørk, Virgin Classics, 2000.